# Black Jesus
Black Jesus es una serie de televisión estadounidense creada por Aaron McGruder y Mike Clattenburg que es transmitida en Adult Swim. Las estrellas de la serie son: Gerald "Slink" Johnson, Charlie Murphy, Corey Holcomb, Kali Hawk, King Bach, y Andra Fuller. La serie fue estrenada el 7 de agosto de 2014. El 10 de diciembre del 2014, la serie fue renovada para una segunda temporada. La segunda temporada fue estrenada el 18 de septiembre de 2015. La tercera y última temporada se emitió en 2019.

## Premisa
La serie nos cuenta la vida de Jesucristo, quien vive en Compton, California, en una misión para extender amor y bondad por el barrio con su pequeño grupo de seguidores.

## Reparto
- Gerald "Slink" Johnson como Jesucristo
- Charlie Murphy como Victor "Vic" Hargrove
- Corey Holcomb como Boonie
- Kali Hawk como Maggie
- Andrew Bachelor como Trayvon
- Andra Fuller como Pez
- John Witherspoon como Lloyd Hamilton
- Angela Elayne Gibbs como Señora Tudi
- Valenzia Algarin como Dianne
- Antwon Tanner como Jason
- Marcelo Olivas como Araña

## Emisión
| Temporada | Temporada | Episodios | Emisión original         | Emisión original        |
| Temporada | Temporada | Episodios | Primera transmisión      | Última transmisión      |
| --------- | --------- | --------- | ------------------------ | ----------------------- |
|           | 1         | 10        | 7 de agosto de 2014      | 9 de octubre de 2014    |
|           | 2         | 10        | 18 de septiembre de 2015 | 27 de noviembre de 2015 |
|           | 3         | 11        | 21 de septiembre de 2019 | 30 de noviembre de 2019 |

La serie fue estrenada en Latinoamérica en mayo de 2015 por el bloque Adult Swim de I.Sat y en Australia el 8 de junio del 2015 en Comedy Channel.